# Neottiglossa undata
Neottiglossa undata är en insektsart som först beskrevs av Thomas Say 1832.  Neottiglossa undata ingår i släktet Neottiglossa och familjen bärfisar. Inga underarter finns listade i Catalogue of Life.